# Sheopur
Sheopur és una ciutat i municipi de l'Índia, a Madhya Pradesh, capital del districte de Sheopur a la riba dreta del riu Sip a 25° 40′ N, 76° 42′ E / 25.67°N,76.7°E. La població segons el cens del 2001 era de 55.026 habitants; un segle abans, el 1901 era de 6.712 habitants; el 2008 en el cens provisional hauria arribat a cent mil (102.202)

## Història
Es diu que fou capital de Nareshar Ajay Pal (1194-1219); la població fou conquerida per Ala al-Din Muhammad Shah I Khalji (1296-1316) després de conquerir Ranthambor; en aquest temps estava en mans de Hammir Dev. El 1489 el sultà de Malwa Sultan Mahmud Khilji la va incorporar als seus dominis. El 1537 els rajputs gaurs haurien fundat la fortalesa que hauria agafat el seu nom d'un sahària que es va sacrificar per garantir la permanència de l'establiment, i els descendents del qual van tenir terres a la rodalia almenys fins al segle XX. Es diu que fou dominada després per Sher Shah Suri el 1542 i seguidament va passar a Surjan Singh Hada raja de Bundi. El 1567 Akbar va ocupar la fortalesa sense lluita en el seu camí cap a Chitor. Va ser concedit als rages vats gaurs que la van tenir en feu imperial fins que va passar a mans dels Sindhia. Daulat Rao Scindia (12 de febrer de 1794 - 21 de març de 1827) va veure reconeguda aquesta possessió el 1808 i la seva nissaga la va conservar fins a la independència índia. Daulat Rao la va concedir en jagir al seu general Jean Baptiste Filose que va intentar ocupar el jagir i va assaltar el fort però fou rebutjat; finalment després de mesos de setge els gaurs es van haver de retirar per manca de subministraments (1809) i es van establir a Baroda. En endavant Filose hi va tenir residència. El 1814 Filose i la seva família foren capturats per Jai Singh Kichi de Raghugarh, el territori del qual Filose havia assolat. Després del tractat de Gwalior de 1818, Filose va caure en desgràcia i per un temps fou empresonat a Gwalior; quan fou alliberat es va retirar Sheopur que era l'única possessió que conservava.